# Десматозух
Десматозух (лат. Desmatosuchus) — рід вимерлих травоїдних рептилій з ряду етозаврів. Його залишки були знайдений у США, у групі Доккум. Приблизно вимерлий вид жив у пізньому тріасі (Карнійський ярус—Норійський ярус, близько 237—208,5 млн років тому). Типовий вид — Desmatosuchus spurensis.

## Особливості будови

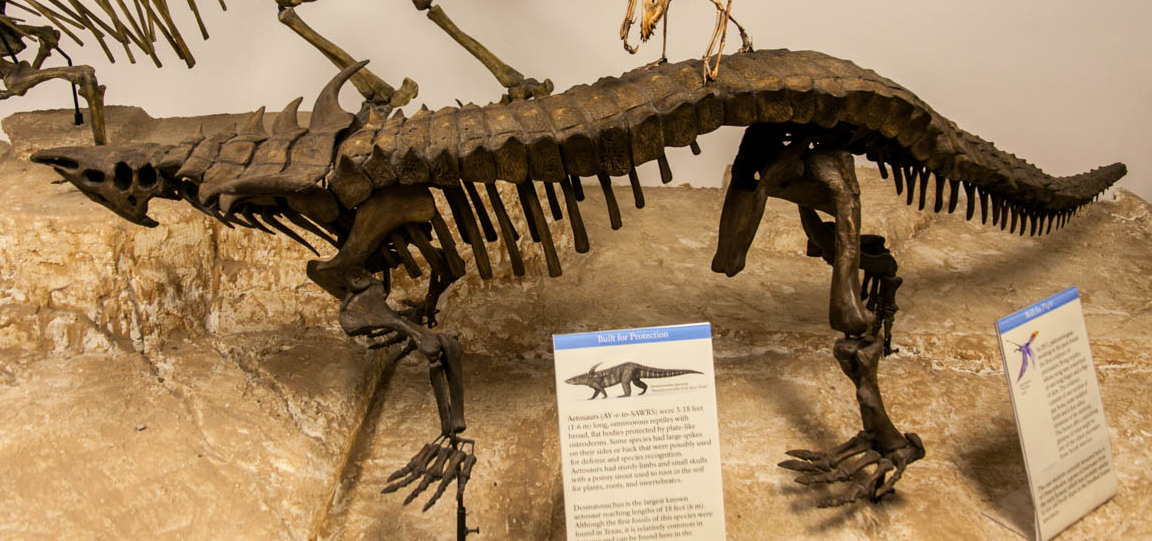
Десматозух з Національного парку «Скам'янілий ліс», штат Арізона

Десматозух належав ряду етозаврів, сухопутних рептилій, тіла яких були захищені панциром. Даний вид динозаврів був попередником анкілозаврів. Найменування десматозух означає «пов'язаний з крокодилами», це аж ніяк не випадково, вчені вважають що будова його кісток щелеп подібна з будовою кісток щелеп стагонолепісу і з Міссісіпським алігатором. Дані порівняння допомогли дізнатися, що щелепи десмотозуха замикалися дуже сильно. Зуби десматозуха позбавлені будь-яких зазубреностей, на них так само відсутні сліди зносу, що вказує на те, що ящір вживав м'яку їжу, наприклад рослини, всіляких комах позбавлених панцирів і їх личинки. У перший час розміри тварин, що харчувалися рослинністю, були невеликі: довжина 1—2 метри, маса 100—120 кг. Але з появою великих хижих динозаврів, вони стали збільшуватися. Удосконалювалося й оборонне озброєння: до кінця періоду рептилії виявилися заковані в кістяну броню, а від голови до хвоста покриті шипами, які захищали від нападу.

## Засоби захисту
Такі тварини як десматозухи не могли протистояти хижакам, тому з часом вони збільшилися в розмірах і придбали надійний кістковий панцир, що складається зі скріплених між собою пластин.

## Історія вивчення

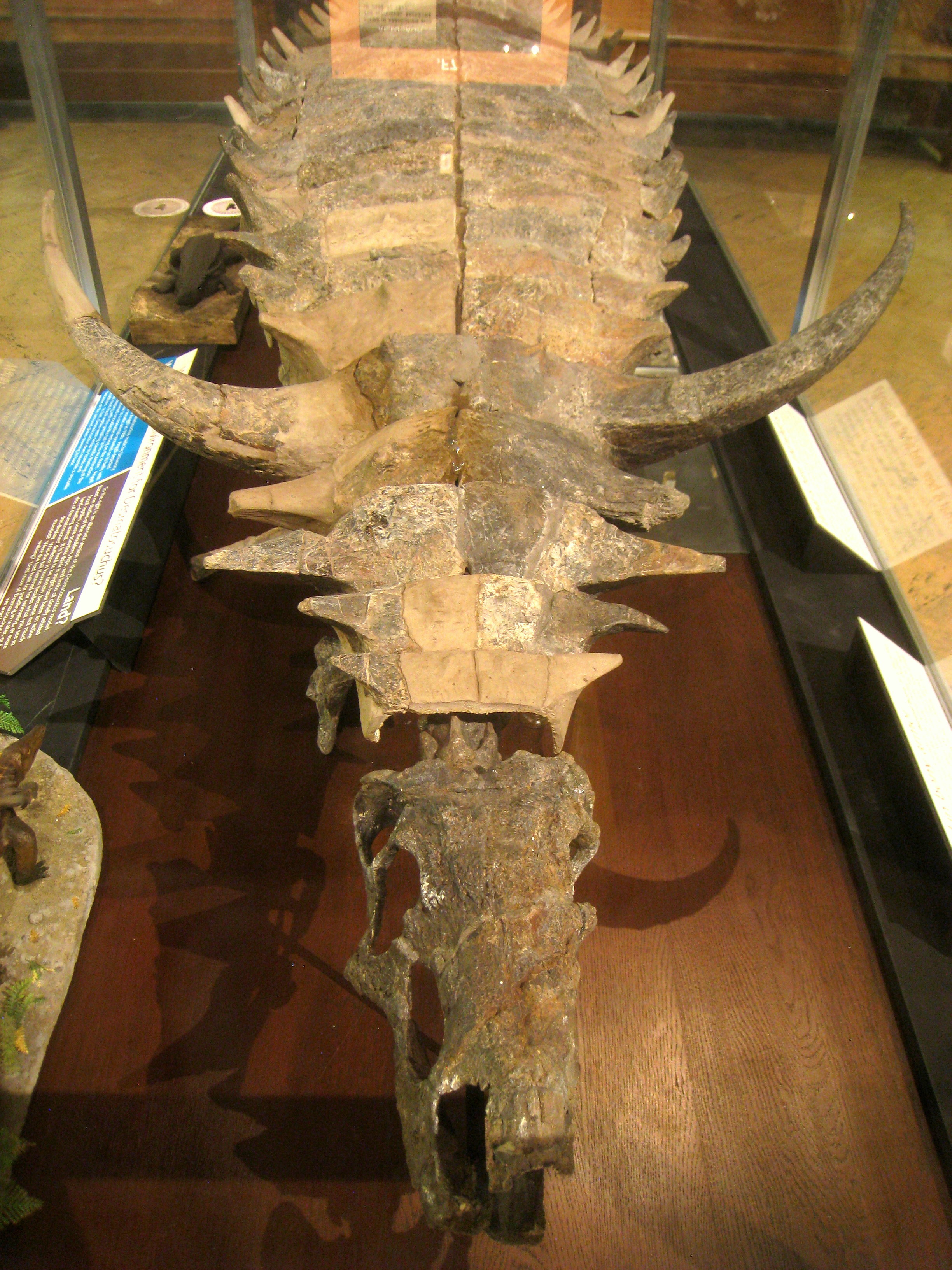
Скелет Desmatosuchus з Музею природознавства Мічиганського університету

Десматозуха відкрили наприкінці 19 століття, коли Едвард Д. Коп класифікував панцир з групи Докум в Техасі, США, як новий вид Episcoposaurus haplocerus. Пізніше Кейс класифікував частковий скелет, знайдений у формації Тековас, як Desmatosuchus spurensis. Оскільки знахідки Копа і Кейса знаходилися на відстані лише кількох кілометрів одне від одного, ці два таксони були синонімізовані у Desmatosuchus haplocerus — початковий типовий вид роду.
Ревізія десматозуха, проведена Паркером (Parker, 2008), виявила, що лектотип Episcoposaurus haplocerus належить до десматозуха, але невизначений на видовому рівні. Тому E. haplocerus отримав статус nomen dubium, а D. spurensis став типовим видом роду.
Два види були затверджені як валідні:
- D. spurensis,
- D. smalli, названий на честь Браяна Смолла (Brian J. Small) за його внесок у вивчення цього роду[5].

Desmatosuchus chamaensis визнаний окремим родом, але існує певна суперечка щодо того, чи слід вживати назву Heliocanthus або Rioarribasuchus.